# Lorna Marshall
Lorna Marshall (* 14. September 1898 in Morenci, Arizona; † 8. Juli 2002 in Peterborough, New Hampshire) war eine amerikanische Ethnologin. Sie erforschte das Leben der San in der Kalahari. Ihre Tochter Elizabeth Marshall Thomas publizierte ebenfalls über diese Kultur.

## Leben
An der University of California erwarb Marshall 1921 den Bachelor-Abschluss und am Radcliffe College 1928 den Master of Arts. 1951 besuchte sie erstmals mit ihrer Familie den damals noch weitgehend isoliert lebenden Stamm der Nyae Nyae in der Kalahari.

## Werke
- ǃKung Bushman Religious Beliefs. In: Africa: Journal of the International African Institute, Bd. 32, Nr. 3, Juli 1962, S. 221–252.
- ǃKung of Nyae Nyae. Harvard University Press, Cambridge 1975
- Nyae Nyae ǃKung Belief and Rites. Peabody Museum, Harvard University, Cambridge 1999